# Världsmästerskapen i bågskytte 1989
Världsmästerskapen i bågskytte 1989 arrangerades i Lausanne i Schweiz mellan 2 och 8 juli 1989.

## Medaljsummering

### Recurve
| Event                          | Guld                      | Silver               | Brons                  |
| Herrarnas individuella tävling | Stanislav Zabrodsky (URS) | Steven Hallard (GBR) | Tomi Poikolainen (FIN) |
| Damernas individuella tävling  | Kim Soo-Nyung (KOR)       | Kim Kyung-Woog (KOR) | Denise Parker (USA)    |
| Herrarnas lag                  | Sovjetunionen             | USA                  | Sydkorea               |
| Damernas lag                   | Sydkorea                  | Sverige              | Sovjetunionen          |

### Medaljtabell
| Pl. | Nation         | Guld | Silver | Brons | Totalt |
| --- | -------------- | ---- | ------ | ----- | ------ |
| 1   | Sydkorea       | 2    | 1      | 1     | 4      |
| 2   | Sovjetunionen  | 2    | -      | 1     | 1      |
| 3   | USA            | -    | 1      | 1     | 2      |
| 4   | Storbritannien | -    | 1      | -     | 1      |
| 4   | Sverige        | -    | 1      | -     | 1      |
| 6   | Finland        | -    | -      | 1     | 1      |